# Ентропія Фур'є
Ентропія Фур'є (англ. Fourier entropy) або спектральна ентропія (англ. spectral entropy)  для функції {\displaystyle f:\{-1,1\}^{n}\to \mathbb {R} } визначається як
{\displaystyle E(f)=-\sum _{S\subseteq \{1,...,n\}}{\hat {f^{2}}}(S)\log _{2}{\hat {f^{2}}}(S)=\sum _{S\subseteq \{1,...,n\}}{\hat {f}}(S)^{2}\log _{2}{\frac {1}{{\hat {f}}(S)^{2}}}},
де {\displaystyle {\hat {f}}:2^{\{1,...,n\}}\to \mathbb {R} } позначає перетворення Фур'є від {\displaystyle f}.
Нагадаємо що ентропія Шеннона для серії випадкових подій {\displaystyle x} має аналогічний вигляд:
{\displaystyle \mathrm {H} (X)=-\sum _{i=1}^{n}{\mathrm {P} (x_{i})\log _{2}\mathrm {P} (x_{i})},}

## Розклад Фур'є булевої функції
Для позначення булевих значень 0 і 1, вибирають кодування -1, 1. Кожна функція {\displaystyle f:\{-1,1\}^{n}\to \mathbb {R} } може бути однозначно виражена як мультилінійний многочлен (многочлен від багатьох змінних лінійний по кожній з них):
{\displaystyle f(x)=\sum _{S\subseteq \{1,...,n\}}C_{S}\prod _{i\in S}x_{i}},
де кожен {\displaystyle C_{S}} є дійсним числом. ({\displaystyle \forall x:\prod _{i\in \emptyset }x_{i}=1}) Це розклад Фур'є такої функції.
Коефіцієнт {\displaystyle C_{S}} зазвичай позначають як {\displaystyle {\hat {f}}(S)}, {\displaystyle \{1,...,n\}} як {\displaystyle [n]}, а одночлен {\displaystyle \prod _{i\in S}x_{i}} як {\displaystyle \chi _{S}(x)}, тому часто можна бачити запис:
{\displaystyle f(x)=\sum _{S\subseteq [n]}{\hat {f}}(S)\chi _{S}(x)}

## Приклади
Функція що повертає найменший з двох аргументів (по суті кон'юнкція):
{\displaystyle min_{2}(x)=-{\frac {1}{2}}+{\frac {1}{2}}x_{1}+{\frac {1}{2}}x_{2}+{\frac {1}{2}}x_{1}x_{2}}
{\displaystyle E(min_{2})=-4\cdot {\frac {1}{2^{2}}}\log _{2}{\frac {1}{2^{2}}}=-\log _{2}{\frac {1}{4}}=2}
Функція від однієї змінної що завжди повертає 1: 
{\displaystyle f(x)=1}
{\displaystyle E(f)=-1\log _{2}1=0}

## Властивості
З нерівності Єнсена можна вивести що найменше значення ентропії Фур'є - нуль.